# René Schild
René Schild (* 27. September 1983 in Aachen) ist ein ehemaliger deutscher Radrennfahrer.
Schild startete in den Jahren 2004 bis 2006 für das UCI-registrierte Radsportteam ComNet-Senges. Er gewann 2004 bei den Deutschen Bergmeisterschaften der Elite die Silbermedaille. Bei Rund um Düren, einem Eintagesrennen der zweiten UCI-Kategorie, wurde er 2006 Dritter und gewann im selben Jahr bei der Rheinland-Pfalz-Rundfahrt die Sprintwertung. Im Jahr 2007 beendete Schild seine internationale Karriere beim Continental Team Sparkasse.